# Fernand Dumont (sociologue)
Pour les articles homonymes, voir Fernand Dumont et Dumont.
Fernand Dumont Montmorency , Québec : 24 juin 1927 - 1er mai 1997,) est un sociologue de la culture, professeur, essayiste, poète, théologien et philosophe québécois.
Considéré comme une référence en son domaine, une figure marquante pour la sociologie, la philosophie et l'épistémologie des sciences sociales, il a obtenu de nombreux prix et distinctions en sciences humaines et en philosophie. Bien qu’il soit avant tout connu pour son apport dans les sciences humaines, son œuvre poétique a fait l’objet d’études savantes.

## Biographie
Titulaire d'une maîtrise en sciences sociales de l'Université Laval, il a également étudié la psychologie à La Sorbonne. Il a complété un doctorat en sociologie à Paris ainsi qu'en théologie à l'Université Laval en 1986.
Il est l'auteur du rapport Dumont, qui diagnostique un état de crise religieuse au Québec en 1968. Il a aussi participé à la rédaction de la loi 101 avec le gouvernement Lévesque en 1977.
En 1960, il fonde la revue Recherches sociographiques avec Jean-Charles Falardeau et Yves Martin.
Professeur titulaire au département de sociologie de l'Université Laval en 1965, il a également été le président-fondateur de l'Institut québécois de recherche sur la culture (IQRC). L’IQRC sera rattaché à l’Institut national de la recherche scientifique en 1994.  
Toujours en 1965, Fernand Dumont devient le directeur d'études associées à l'École des hautes études de Paris. 
Il va également collaborer à la loi 101 (Charte de la langue française) en 1977 avec le ministre Camille Laurin et le sociologue Guy Rocher. 

## Conception de la culture
Les écrits sociologiques de Fernand Dumont peuvent être abordés à la lumière d'une théorie générale de la culture. C'est notamment dans des œuvres comme Dialectique de l'objet économique (1970), Les Idéologies (1974), L'Anthropologie en l'absence de l’homme (1981), mais surtout dans Le Lieu de l'homme (1968) que Dumont expose sa théorie générale de la culture.
Sa sociologie de la culture se construit à partir de la « crise de la culture », qui coïncide avec l'avènement de la modernité.
Le point de départ du raisonnement dumontien tente de répondre à cette question triviale, mais centrale pour une sociologie de la culture : « Comment nos sociétés réussissent-elles à sortir de l'impasse où les a laissées la liquidation de l'unanimité des valeurs jadis traduites en un discours culturel cohérent? » Pour tenter d'y répondre, Dumont propose une ontologie de la culture qui prend acte de cette crise de la culture, laquelle semble être aux fondements de la société moderne. Cette ontologie de la culture se fonde dans la distance que se donne l'individu dans sa culture et dans le dédoublement de celle-ci. Selon Fernand Dumont, la culture « existe seulement de manière dialectique, en opposition constante avec elle-même, comme la lumière se mêle à l'ombre pour que les objets nous apparaissent. » Dans ce dédoublement de la culture, Dumont conçoit ainsi une solidarité « initiale » qui se réalise dans une médiation dialectique s'opposant directement au positivisme moderne.

### Distance et dédoublement de la culture
Selon Fernand Dumont, la culture est en soi dialectique, car elle se comprend à la lumière d'un dédoublement entre la culture dite « première » et la culture dite « seconde ». Ce dédoublement dans la culture est un constat ontologique chez Dumont, « parce que l'homme a besoin de se donner une représentation de ce qu’il est en se mettant à distance de lui-même. » La culture première, Dumont le dit directement, est un donné. Cependant, l'individu qui est submergé par la culture première a besoin d'effectuer une synthèse, de bien comprendre la distance qu'il peut construire avec cette culture, pour se révéler à lui-même d'abord et au monde ensuite, qu'il appartient à une culture singulière. Dumont le dit carrément : « il me serait impossible de dresser l'inventaire et de dégager la synthèse de cette culture première. C'est la culture elle-même qui, sans se livrer dans sa transparence mais en créant des objets seconds privilégiés, me permet à la fois de prendre distance vis-à-vis d'elle et d'avoir conscience de sa signification d'ensemble. » Pour Dumont, alors que la culture première est un donné et semble être « solidarité de la conscience avec elle-même et avec le monde », la culture seconde est un construit et « s'infiltre [pour sa part] par les fissures que la première veut masquer, elle suggère que la conscience ne saurait être enfermée ni dans le monde ni en elle-même ; de ce malaise, elle fabrique les fragments d'un autre monde. »
Entre ces deux cultures va ainsi se créer une distance dans laquelle est possible, pour Dumont, le processus de stylisation. En d'autres termes, « la stylisation, c'est donc aussi, en définitive, le rapport essentiel des deux cultures que nous avons distinguées. » Dans la conception dumontienne de la culture, cette distance est surtout envisageable par des « objets » insérés entre l'individu et le monde. La conception de deux mondes, de deux cultures est clarifiée dans ce passage : « si le journal m’apporte de l' information, comme on dit, ce n'est pas parce qu'il est le reflet du monde, mais parce qu'il est un objet inséré entre ma conscience et le monde et que, par là, il devient générateur d’un autre monde. » Désormais, cette distance entre les deux cultures permet de concevoir la pratique significative, soit en tant qu’événement, en s'inscrivant dans cette distance, soit en tant qu'avènement, en accentuant ou en rompant la distance. D'ailleurs, cette distinction entre événement et avènement est centrale pour la théorie générale de la culture de Dumont. Suivons-le un moment : « le mythe se masquait, comme la société où il (l'homme archaïque) régnait, la portée de l'action et de l'événement : il croyait recevoir d'un ailleurs le sens du monde. Désormais l'histoire est brisée en deux, selon les deux voies par lesquelles son sens peut lui advenir, et c'est sans doute pourquoi les avènements sont aussi pluralistes que les événements. »
Enfin, la conception de la culture chez Fernand Dumont engage directement vers une pensée dialectique qui se construit dans la distance entre la culture première et la culture seconde ; c'est d'ailleurs là qu'on peut situer le fondement de la théorie de la culture chez ce sociologue.

### La mémoire collective comme solidarité ontologique
Une des manières d'aborder le concept de mémoire collective chez Fernand Dumont est certainement de le faire par le biais de sa conception de la culture développée dans L'avenir de la mémoire (1995).
Engageant une véritable visée synthétique, cet ouvrage écrit à la fin de sa vie permet d'aborder la culture directement dans la distance, de même que par la solidarité initiale entre l'individu et le monde qui en découle. Suivons-le dans cette étonnante page de ce petit livre : « Qu'en est-il de la culture? Celle-ci, tout au moins, ne devrait-elle pas être le lieu où l'histoire prend un sens pour les hommes ? De soi, elle est un héritage ; d'elle, nous recevons des moyens d'expression et d'action, un imaginaire et des croyances où nous nous reconnaissons une identité en même temps qu'une appartenance à la commune humanité. La culture est un legs qui nous vient d'une longue histoire et un projet à reprendre ; en un certain sens, elle n’est rien d’autre qu’une mémoire. »
Pour Dumont, la mémoire collective est un véritable projet de la culture, qui s'appuie sur la « magnifique distance » de celle-ci, tout en assurant la pérennité de la solidarité ontologique de l'individu avec son monde. L'idée de mémoire comme projet à « reprendre » fait appel également à la notion de transcendance, qui est d'une grande importance.
Que ce soit dans Le Lieu de l'homme, ou bien dans Raisons communes (1995), la transcendance est, pour Dumont, la condition même de l'existence de la mémoire collective, qui interpelle directement la distance dans la culture. En tant que projet à reprendre, la mémoire collective permet de boucler la boucle du projet de la culture de Dumont en récapitulant les médiations entre la culture première et la culture seconde. Effectivement, « ce qui fait défaut à la culture actuelle, c'est un ensemble de médiations neuves, tissées dans la vie quotidienne, entre la culture première et les extraordinaires produits de la culture seconde. Des médiations qui ne se proposeraient pas d'abolir la distance qui constitue la liberté de l’art et de la connaissance, mais de la récapituler. »

## Études sur la société québécoise

### La Vigile du Québec(1971)

#### Signification dumontienne de la Révolution tranquille
Le passage de la société duplessiste à la Révolution tranquille illustre certainement pour la société québécoise, selon Fernand Dumont, les contours d'une rupture évidente et peut-être même radicale. Ce passage de Dumont résume bien le climat politique et social des années 1960 au Québec : « En si peu de temps, passer de l'unanimité religieuse au moins apparente à la déchristianisation rapide, de l'ignorance à la scolarisation massive, de M. Duplessis à l'indépendantisme, des contestations de Cité libre au magistère de M. Trudeau, c'en était assez pour éprouver le sentiment de se perdre dans une époque où tout est brouillé. » La vision d'une « rupture » semble bien présente dans les écrits de Dumont, particulièrement lorsqu'il est question du regard que l'on pose sur la conception de l'« historicisme » qui est dégagée à l'intérieur des changements sociaux vécus lors de cette période. Effectivement, Dumont tend à présenter, pour y dégager une certaine critique, la vision du passé québécois que le mythe de la Révolution tranquille a illustrée dès ses tout premiers agissements. En ce sens, il semble pour Dumont que pour se donner en quelque sorte une légitimité, la dynamique politique qui opérait des changements sociaux a dû justifier ceux-ci par une relative destruction du passé québécois, lequel serait marqué désormais par une « grande noirceur ». C'est du moins en ce sens que Dumont nous raconte que « d'une longue histoire, que l'on appelait jadis du mot déjà dangereux de miracle, nous étions apparemment sortis comme on surgit d'un long sommeil. Frais et dispos comme aucun autre peuple de l'Occident, hantés par les rêves accumulés d'une longue nuit, nous avons empilé les projets dans une maison hâtivement balayée. Ce fut l’extraordinaire matin de la Révolution tranquille. »
De plus, nous pouvons constater que la signification dumontienne la plus fondamentale de la Révolution tranquille, du point de vue historique, réside peut-être dans la volonté manifestée de la part des Canadiens-français, puis des Québécois, de s'approprier « leur » société, de s'approprier leur « nous ». Dans cette optique, cette réflexion de Fernand Dumont est éclairante : « Avec une terrible angoisse, la génération de Saint-Denys Garneau (la génération juste avant celle de la Révolution tranquille) a pris conscience qu'elle appartenait à un peuple confronté depuis toujours à son obscurité et incapable de la nommer. Nous avons traditionnellement emprunté une autre langue que la nôtre. » La Révolution tranquille aurait ainsi permis le développement d'une conscience historique à même de guider les grandes transformations et mutations que la société québécoise a connues.
Le terrain idéologique sur lequel se déploie la Révolution tranquille se comprend pour Fernand Dumont comme étant un délaissement progressif des traditions et des valeurs communes. Bien que certains changements sociaux, tels que la démocratisation de l'éducation et le développement chez les francophones d'une conscience historique, soient d'une certaine manière salués chez Dumont, comme chez Léon Dion d'ailleurs, il n'en reste pas moins que ses écrits produits dans les années 1960-1970 sont largement marqués par des inquiétudes. À ce titre, l'analyse dumontienne touchant à la transformation de la place des traditions et des valeurs communes témoigne d'un profond questionnement sur l'abandon, engendré par la critique radicale de la société conservatrice duplessiste, des valeurs traditionnelles et historiques. En ce sens, « ce qui constituait auparavant une tradition un peu vivante devenait un ensemble de déductions abstraites. » Les mutations idéologiques de la Révolution tranquille ont eu le mérite de critiquer et d'ébranler fortement la dynamique idéologique de la société duplessiste, cependant, elles n'ont pas suscité, selon Dumont, la construction de nouvelles bases idéologiques précises et communes sur lesquelles la société québécoise aurait pu s'appuyer pour continuer son parcours politique et historique. Du moins, on est en mesure d’admettre une telle chose au regard de la pensée qui dit que « si le vide idéologique constituait une belle gageure, celle-ci était impossible à tenir. La science n'indique que des points de repères ; elle ne saurait dégager les lignes de force qui doivent animer la recherche d’un destin, pour les sociétés comme pour les individus. »
Le Fernand Dumont qui écrit la Vigile du Québec en pleine crise d’octobre semble expliquer celle-ci comme étant en ligne directe avec les conséquences des mutations idéologiques découlant de la Révolution tranquille. D’ailleurs, ces années 1960-1970 étaient à ce point troublées et brouillées selon lui que la société québécoise semblait être à un carrefour à la fois idéologique, politique et sociale. En d’autres mots, Dumont dit que « nous en sommes là. À la recherche d’une société nouvelle. » Les années 1960 marquent de façon brutale le choix que la société québécoise a dû faire concernant son avenir idéologique ; choix qui par ailleurs le plaçait dans un vide sur le plan politique et historique. Plus directement, nous pourrions dire que lorsqu’« une société hésite autant entre le passé et l’avenir, quand elle est tentée par le vide idéologique et l’objectivité, alors l’individu se trouve provisoirement libéré de ses racines ; il est renvoyé aux angoisses les plus personnelles. »
Fernand Dumont met en place une réflexion qui semble s’inscrire dans la constatation d’une crise sociale dont les mutations et les transformations idéologiques de la Révolution tranquille constituent les fondements et les causes. En critiquant l’effondrement des valeurs communes, Dumont semble observer l’absence de médiations symboliques à même de s’exprimer à travers une Mémoire et une Politique. Telle est, selon Dumont, l’incapacité politique à laquelle la Révolution tranquille semble faire face : l’absence de vision commune autre que celle qui est basée sur une déconstruction du passé québécois.

### Raisons communes(1995)

#### Un constat
Raisons communes est avant tout un constat. Pour mieux aborder la société québécoise contemporaine, Fernand Dumont s’interroge dans un premier temps sur les interprétations que cette société produit sur elle-même. Comment la société se représente-elle? Comment s’est-elle représentée? Il le dit directement : « voici donc un bon point de départ : selon quelles conditions, héritées du passé, remaniées au cours des trente dernières années, la société québécoise comprend-elle son cheminement? » À cette question, le détour par la Révolution tranquille semble inévitable. Si l’on peut admettre que celle-ci a été précédée par des idées de contestation et de création, il convient de dire qu’elle a été avant tout une production étonnante de « projets collectifs » et surtout, d’interprétations radicalement nouvelles. D’ailleurs, ce regard sur la nature de la Révolution tranquille fait surtout prendre conscience à Fernand Dumont que celle-ci semble bel et bien terminée. Du moins, c’est ce que l’on comprend lorsqu’il mentionne que « l’interruption de cette production d’analyses et de projets est maintenant l’indice le plus patent de la fin de la Révolution tranquille. » Ce qui paraît être le plus frappant lorsque l’on observe la société québécoise contemporaine, ce n’est pas seulement cette « interruption » flagrante de projets collectifs, c’est particulièrement l’incapacité pour cette société de se représenter elle-même, non seulement à travers des projets, mais également par le biais de l’interprétation collective. Dumont est clair : « la société québécoise est en panne d’interprétation. » Ainsi, l’idée de crise revient souvent dans son constat : crise scolaire, crise des objectifs et des ressources; constat qui est à ce titre assez direct : « toute notre politique sociale est en cause. »
Quelle est donc la différence majeure entre la société de la Révolution tranquille et la société québécoise contemporaine? D’abord, le projet de la Révolution tranquille s’est réalisé par le détour nécessaire de l’État, qui s’est fait le porte-parole des projets, des idées et des rêves d’une population sortant d’une longue hibernation marquée par le conservatisme duplessiste. Ce qui nous semble ainsi manifeste, c’est que « dans les années 1960, l’État a pu exercer une responsabilité jusqu’alors inédite parce que la population l’appuyait. » La population entretenait pour elle-même des desseins et un projet collectif, qui passait par l’entremise de l’État. Qu’en est-il aujourd’hui? Selon Dumont, nous pouvons comprendre qu’il y a eu certainement une transformation de ce rôle de l’État dans la société québécoise. En d’autres mots, « les politiques et les idées ne tournent-elles pas un peu partout autour de la gestion, du corporatisme, de la bureaucratie? »
Alors que les institutions étaient reliées, dans les années 1960, autour de projets et de significations qui légitimaient ses politiques, elles ne semblent aujourd’hui qu’être guidées par un idéal gestionnaire qui évacue les fondements idéologiques à l’origine de leur création. « Pourquoi les projets se sont-ils taris? » nous demande directement Dumont. Parce que nous pouvons voir dans la société actuelle, selon lui, un décalage entre les intentions de la population et les raisons idéologiques qui ont engendré la création des institutions sociales. Pour le dire plus clairement, les projets de société se font rares aujourd’hui, parce que « par-dessous la marche des institutions officielles, et à mesure que celles-ci se replient sur leurs régulations internes, la transformation des genres de vie et des mœurs déroute les interprétations qui y ont donné naissance. »

#### Une lecture de la société actuelle
Après avoir effectué un constat qui peut paraître assez froid de la société québécoise quant au fait que la Révolution tranquille et le foisonnement d’interprétations qui l’accompagnait semblaient terminés, Dumont ouvre la porte à une lecture actuelle de la société québécoise. Que se passe-t-il actuellement? Dans un premier temps, la question des institutions semble être primordiale pour Dumont, car pour lui, des questions essentielles devraient être posées au regard des nouvelles réalités concernant la langue, la famille et l’immigration.
Alors que la question de la langue ne fait que confirmer que « depuis le XIXe siècle, au Québec, il n’y a pas que deux langues, le français et l’anglais ; deux sociétés y coexistent », la question de l’immigration, pour sa part, n’en est que plus reliée : « l’immigrant sait fort bien qu’il n’a pas seulement à choisir une langue, mais l’une des deux sociétés. »
De plus, la famille semble elle aussi être en crise ; crise démographique majeure pour sa part, ce qui confirme selon Dumont la mutation notable des mœurs et des idéaux qui s’est faite depuis la Révolution tranquille.
D’ailleurs, cette lecture des institutions se double d’une lecture sur les inégalités sociales : ce sont deux lectures entremêlées, complémentaires. C’est justement la question des inégalités sociales qui avait donné naissance à ces institutions au cours de la Révolution tranquille, celles-ci étant alors « animée[s] par un incontestable désir de justice sociale. » Les inégalités sociales se sont transformées certes, mais elles sont toujours présentes selon Dumont. Déterminées par des classes sociales rigides au cours des années 1960, c’est davantage sous la forme de césure qu’elles se concrétisent aujourd’hui. Césure régionale premièrement, entre des « régions du Québec [qui] s’enfoncent dans le sous-développement pendant que d’autres connaissent la croissance », mais également césure qui sévit surtout entre deux populations : « celle qui, pourvue de privilèges et de mécanismes corporatifs de défense, représente le progrès et les conceptions de vie qui l’accompagnent ; celle qui, menacée par l’invasion du chômage, sans abri syndical, ne concorde pas avec le visage officiel que les nantis imposent à notre société. » Comme nous le voyons, cette césure fait évidemment appel à la question délicate des classes sociales. Dumont admet un peu froidement que la question des classes sociales semble aujourd’hui être pratiquement absente. Il prend comme exemple le mouvement syndical qui parle aujourd’hui au nom des travailleurs, « supposant une homogénéité préexistante », étouffant par là les inégalités sociales entre ceux-ci, tout comme ceux qui brandissent les droits de la personne sans tenir compte « des inégalités de situations qui ont des causes collectives. » La question des classes sociales est aussi marquée par la montée de classes moyennes, dont une d’entre elles semble avoir émergé récemment. Comportant des gens ayant une scolarité élevée et « profitant d’une prospérité économique de longue durée, la nouvelle classe moyenne a développé ces aspirations à la promotion sociale, ce culte du moi qui caractérise l’individualisme contemporain. »
Bref, cette lecture faite par Fernand Dumont de la société québécoise contemporaine le pousse à interpréter celle-ci comme étant une société qui retourne aux visées conservatrices. Il nous annonce sans détour : « il m’arrive à penser que la société québécoise redevient conservatrice. » Ce conservatisme, qui s’agence avec un idéal gestionnaire sous le signe d’une « logique opérationnelle et décisionnelle », tend à paralyser les institutions sociales et « engourdir » la société tout entière. Bref, nous sommes en présence d’une société qui a grandement besoin d’un projet de société, d’un projet pour la Cité pour la collectivité québécoise.

#### Un projet pour la Cité
L’influence de la Révolution tranquille reste toujours centrale dans la construction d’un projet collectif québécois. Celle-ci, qui marque « une étape capitale de notre cheminement », a surtout permis un renouvellement « de notre poétique collective. » Il ne faut pas revenir au passé pour le reproduire intégralement, selon Fernand Dumont, mais il faut plutôt y retourner pour comprendre les questions essentielles et les idéologies qui ont animé et soutenu les projets et les idées collectives. Il nous le dit directement : « ce sont les questions posées par la Révolution tranquille qu’il faut reprendre au ras du sol. »
La question incontournable du statut de la nation refait ainsi surface. Bien que cette question nationale ait engendré bon nombre de réflexions et de déchirements sociaux, tant politiques que culturels, elle ne reste quand même tout simplement pas « réglée ». À ce titre, il paraît clair que le référendum de 1980 n’a rien tranché, la question nationale reste encore hautement actuelle pour Dumont. Il ne s’empêche toutefois pas de critiquer la place que celle-ci occupe dans les préoccupations politiques et culturelles de la société québécoise. En effet, il n’hésite pas à admettre qu’il n’a « jamais cru à semblable fadaise [le fait] que l’indépendance [puisse constituer] l’unique espérance offerte à notre société ou encore [qu’elle puisse englober] toutes les autres. » Dumont expose les deux choix possibles pour la collectivité québécoise : ou bien elle acquiesce à l’indépendance, mettant fin aux « malentendus historiques » ; ou bien elle refuse, continuant la lutte bien connue pour l’autonomie. Dans les deux cas, un détour par le biais de la culture est nécessaire. Pour le premier choix, la question est triviale : la culture québécoise est-elle prête à mettre fin à son désir d’autonomie historique? Pour le deuxième choix, elle reste entière : « pendant combien de temps notre culture pourra-t-elle trouver encore dans des symboles politiques de plus en plus fatigués le sentiment de sa valeur? »
Ces questions rejoignent une autre préoccupation pour la construction d’un projet collectif : celle de la culture. Au cours de la Révolution tranquille, la collectivité québécoise, pour « dépasser » son passé désormais qualifié de « grande noirceur », a construit une poétique collective qui s’est efforcée de déconstruire les significations et les acquis d’une culture populaire ancienne. Plus précisément, « pour qualifier ce grand ménage [de la Révolution tranquille], on a parlé de déculturation. Le mot n’est pas si mal choisi : image du vide ; désignation d’une absence. » Cette déculturation a certes entraîné un foisonnement de « bricoleurs » de culture, mais la société québécoise n’a pas réussi, selon Fernand Dumont, à construire une culture populaire qui répondrait aux exigences d’une nouvelle réalité sociale; la déconstruction n’a été suivie d’aucune construction. On ne peut être plus clair : « nous avons quitté l’ancienne culture; nous n’en avons pas édifié une autre qui soit à la portée du peuple. » La tâche principale concernant la culture se situe là selon Dumont, soit dans la nécessité de construire un projet de la culture qui a une dimension politique, « parce que la quête de soi n’est pas dissociable de la quête commune. » Le projet politique est ici, nous le voyons, indissociable du projet de la culture.
Pour paraphraser le fil conducteur de la réflexion amorcée dans Raisons communes, la construction d’un projet politique, l’édification d’une culture et le renouveau d’une démocratie représentent les « trois tâches [qui] se rejoignent dans une même quête de raisons communes. » Tel est, semble-t-il, l’essentiel du propos de Dumont dans cette œuvre de philosophie politique.

### Traductions
- 1972, La Dialectica del objeto economico, Barcelona, Ediciones Peninsula, Ciencias sociales. Economa|Ediciones de bolsillo ; 173, 1972, 292 p. ; 19 cm.
- 1974, The Vigil of Québec (traduction anglaise de La Vigile du Québec), Toronto, University of Toronto Press, 1974, xvii, 131p. ; 23 cm.  (ISBN 0-8020-1976-5 et 0-8020-6184-2)
- 1978, Las Ideologias (traduction espagnole de Les Idéologies), Buenos Aires, Libreria El Ateneo Editorial, 1978, xii, 137 p.

## Honneurs
- 1969 - Prix Léo-Pariseau, de l'ACFAS
- 1969 - Grand Prix littéraire de la Ville de Montréal
- 1975 - Prix Athanase-David, du Gouvernement du Québec
- 1980 - Prix Esdras-Minville, de la Société Saint-Jean-Baptiste
- 1984 - Prix Jacques-Rousseau, de l'ACFAS
- 1990 - Prix Léon-Gérin, du Gouvernement du Québec
- 1990 - Médaille Gloire de l'Escolle, de l'Université Laval
- 1992 - Officier de l'ordre national du Québec
- 1992 - Prix Molson, du Conseil des Arts du Canada
- 1994 - Prix Jean-Hamelin, Genèse de la société québécoise
- 1994 - Prix du Gouverneur général
- 1994 - Prix Le Signet d'Or
- 1995 - Grand prix du livre de Montréal, Raisons communes
- 1995 - Professeur émérite de l'Université Laval
- 1997 - Prix du Gouverneur général
- 1998 - Chevalier de l'ordre de la Pléiade
- Membre de l'Académie des lettres du Québec

## Hommages
- La rue Fernand-Dumont, a été nommée en son honneur, en 2006, dans la ville de Québec.
- Une plaque "Ici vécut de la ville de Québec est présente au 37-101, boulevard Magella-Laforest, en son honneur, pour indiquer son ancien lieu de résidence[4].